# Dobronice u Bechyně
Dobronice u Bechyně là một làng thuộc huyện Tábor, vùng Jihočeský, Cộng hòa Séc.